# Konzeptvergabe

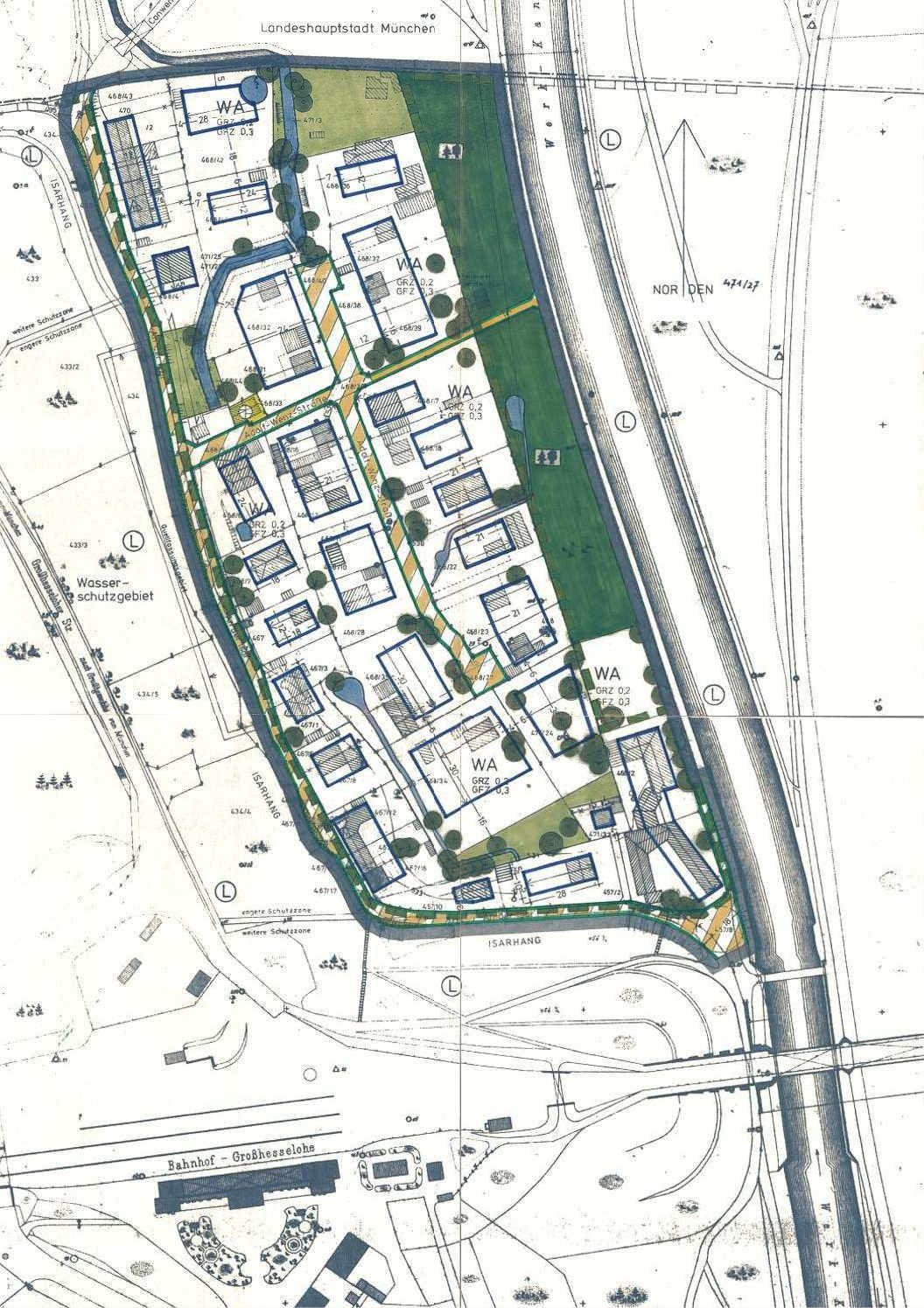
Bebauungsplan „Adolf-Wenz-Siedlung“, Pullach im Isartal, 1989

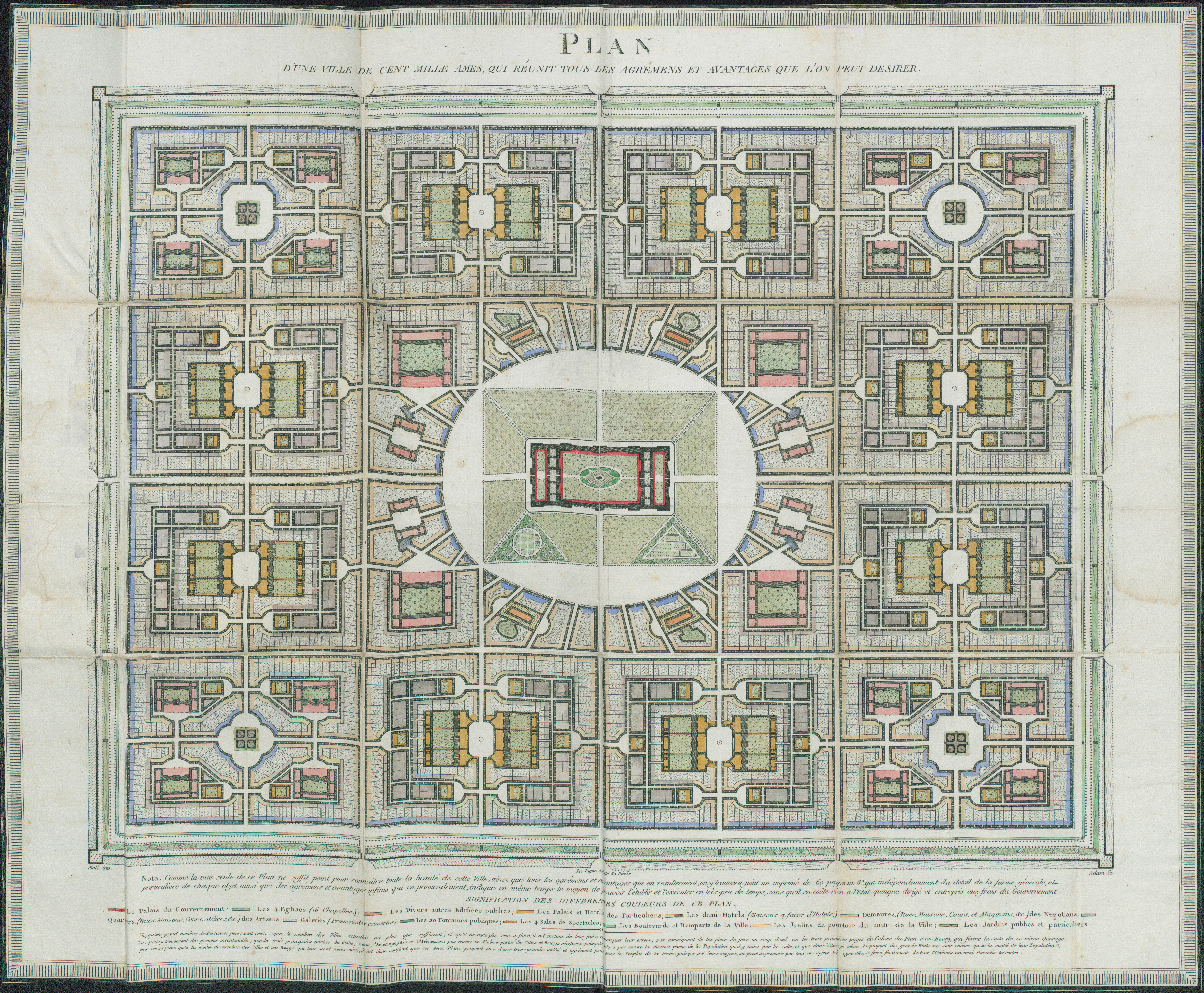
Plan einer "Idealstadt"/Planstadt für 100.000 Einwohner (Jean-Jacques Moll, 1801)

Konzeptvergabe (auch Konzeptverfahren) ist neben Höchstpreisverfahren (auch Angebotsverfahren oder (Best-)Bieterverfahren) und Direktvergaben zum Marktpreis ein Instrument der Flächenveräußerung. Sie dienen in Deutschland als Gestaltungsmittel der Stadtplanung, z. B. bei der Umsetzung von Bauleit- oder Bebauungsplänen. Es ist seit einiger Zeit z. B. in Freiburg im Breisgau, Stuttgart oder Tübingen erprobt. Hier steht die Qualität des einzureichenden Konzepts im Vordergrund der Entscheidung zur Vergabe von Grundstücken für eine Bebauung und nicht z. B. ein gebotener Preis wie beim „Bieterverfahren“.
Bisher haben sich vor allem größere Städte dieses Instruments bedient: Das Konzept zeitigt im Vergleich zu anderen Vergabeverfahren wie der direkten oder der Vergabe an einen Höchstbietenden u. a. einen Mehraufwand bei der Abwicklung von Grundstückskaufverträgen. Aber es gibt auch Beispiele aus kleineren Kommunen z. B. Kirchheim unter Teck.
Bisher werden Konzeptverfahren in der Regel von Kommunen eingesetzt um öffentliche, meist kommunale Liegenschaften zu veräußern oder im Erbbaurecht zu vergeben. In Hamburg erproben aber auch Genossenschaften das Verfahren und in Tübingen und Hamburg wurden Teile von privaten Liegenschaften im Zuge eines städtebaulichen Vertrags über Konzeptvergaben an Baugruppen vergeben.
Über Konzeptverfahren können Flächenbesitzende sowohl einzelne Baulücken und kleinere Flächen veräußern (z. B. Münster, Hannover und Leipzig) als auch ganze Quartiere entwickeln (z. B. Tübingen, Kirchheim unter Teck, Heilbronn). Auch bieten Konzeptverfahren die Möglichkeit, leerstehende – zum Teil denkmalgeschützte – Bestandsgebäude vor dem Verfall zu retten (z. B. Alte Feuerwache Weimar, Volkshaus Cotta Dresden oder Alte Feuerwache Leipzig).

## Ziele
Bislang (2020) diente die Anwendung der Konzeptvergabe vor allem der Durchsetzung klarer inhaltlicher Zielvorgaben bei der Grundstücksvergabe wie
- die Errichtung eines besonders ökologischen Stadtteils,
- die Erlangung einer höheren Verdichtung,
- die Umsetzung besonderer Architektur,
- die Stärkung gemeinnützigen und/oder genossenschaftlichen Wohnbaus,
- auch kleineren Akteure die Konkurrenz zu ermöglichen,[4]
- die Umsetzung einer bestimmten Quote „sozialen Wohnungsbaus“ oder
- der Bau kinderfreundlicher Wohnungen.

Neuere Modelle verfolgen offener formulierte Ziele wie z. B. die Umsetzung größerer Vielfalt, stärkere Gemeinschaftsbildung, bessere sozialer Durchmischung oder größeren baulichen Spielraum.

## Varianten
Es werden zwei Varianten unterschieden:
1. Es wird ein Festpreis festgelegt (oberhalb des Verkehrswerts des zu vergebenden Grundstücks), anschließend die Umsetzung des zu erreichenden Konzepts bei der Vergabeentscheidung zu 100 Prozent gewichtet: Vor allem dann sinnvoll, wenn „zivilgesellschaftliche oder soziale Akteure eine Chance zur Baulandentwicklung erhalten sollen“.[5]
2. Bei der Durchführung eines „Bestgebotsverfahrens“ wird neben der Qualität des vorgelegten Konzepts auch der angebotene Kaufpreis berücksichtigt. Bei der Bekanntmachung des Grundstücksverkaufs wird hier auch die festgelegte Gewichtung von Konzeptqualität und Kaufpreisangebot mitgeteilt. Laut hessischer Architektenkammer wird eine Gewichtung von 70 %, mindestens aber 50 % zugunsten des vorgelegten Konzepts gegenüber 30 % (maximal 50 %) für den gebotenen Kaufpreis.

## Ablauf
Die Flächen- oder Immobilieneigentümer veröffentlichen die Kriterienkataloge und/oder die Anforderungen, die sie an die Entwicklung der Liegenschaft haben, in einem Exposé mit Informationen zur gewünschten Zielgruppe der Bewerbenden, zum Grundstück, zur Kommune, zu den rechtlichen Rahmenbedingungen, zur baurechtlichen Situation und zum Verfahrensablauf. Typischerweise sind die Kriterienkataloge eine Mischung aus verbindlichen „Muss“- und optionalen „Kann“-Kriterien, also aus Kriterien wie bestimmten Quoten an sozialem Wohnraum, die umgesetzt werden müssen und Kriterien oder Zielen, die positiv bewertet werden, wenn das eingereichte Konzept einen Beitrag dazu leistet. Die eingereichten Konzepte können streng bepunktet oder von einer Jury in einem diskursiven Format – ähnlich dem Preisgericht in einem städtebaulichen Wettbewerb – bewertet werden.
Häufig wird eine soziale Dimension mit Angaben zu den Nutzungen, Gemeinschaftsangeboten, Mietwohnraum mit Mietbindung und ähnlichem abgefragt. Ergänzend gibt es eine räumlich-bauliche Dimension mit Angaben zum Wohnungsmix, zu innovativen Wohnformen, zum Energiekonzept, zu einer ökologischen Bauweise und ersten architektonischen Skizzen. Außerdem ist eine rechtlich-finanzielle Dimension mit Angaben zum Finanzierungskonzept und zur Rechtsform in der Regel Teil der Ausschreibung.
Die Bewertung kann aber auch sehr niedrigschwellig, anhand einer einzelnen Frage, wie „Was ist der Mehrwert des Konzeptes für unsere Kommune?“ erfolgen.

## Beispiele
- Binzen bei Lörrach, „Alter Fussballplatz“: Hier soll auf 20.000 Quadratmetern Fläche Wohnraum für mindestens 300 Personen entstehen, ein Bevölkerungszuwachs der Gemeinde von zehn Prozent
- Hamburg, Stadtteil Barmbek[4]
- Kirchheim unter Teck
- Stuttgart: Olga-Quartier

## Quelle
- Badische Zeitung: Binzens Neubaugebiet liegt am Ortskern – auf dem alten Fußballplatz - Südwest - Badische Zeitung. Abgerufen am 22. April 2020.
- Architekten- und Stadtplanerkammer Hessen: Orientierungshilfe zur Vergabe öffentlicher Grundstücke nach Konzeptqualität (2017): AKH_LF_Konzeptvergabe_20170816_RZ.indd (akbw.de)
- Grundstücksvergabe nach der Qualität von Konzepten, Broschüre des Hessischen Ministeriums für Umwelt, Klimaschutz, Landwirtschaft und Verbraucherschutz, 2017: Grundstücksvergabe nach der Qualität von Konzepten (hessen.de)
- FORUM Gemeinschaftliches Wohnen e.V. Bundesvereinigung (Hrsg.) (2016): Grundstücksvergabe für gemeinschaftliches Wohnen – Konzeptverfahren zur Förderung des sozialen Zusammenhalts, bezahlbaren Wohnraums und lebendiger Quartiere. forum_konzeptverfahren.pdf (fgw-ev.de)